# Cuisine colombienne
- I. Islas
- II. Guajira
- III. Cesar et Magdalena
- IV. Atlántico
- V. Cartagena de Indias
- VI. Sabanas Costeñas
- VII. Santanderes (es)
- VIII. Boyacá y Cundinamarca
- IX. Paisa (es)
- X. Bogotá
- XI. Tolima grande (es)
- XII. Valle del Cauca
- XIII. Cauca
- XIV. Nariño
- XV. Pacífico norte (es)
- XVI. Pacífico sur (es)

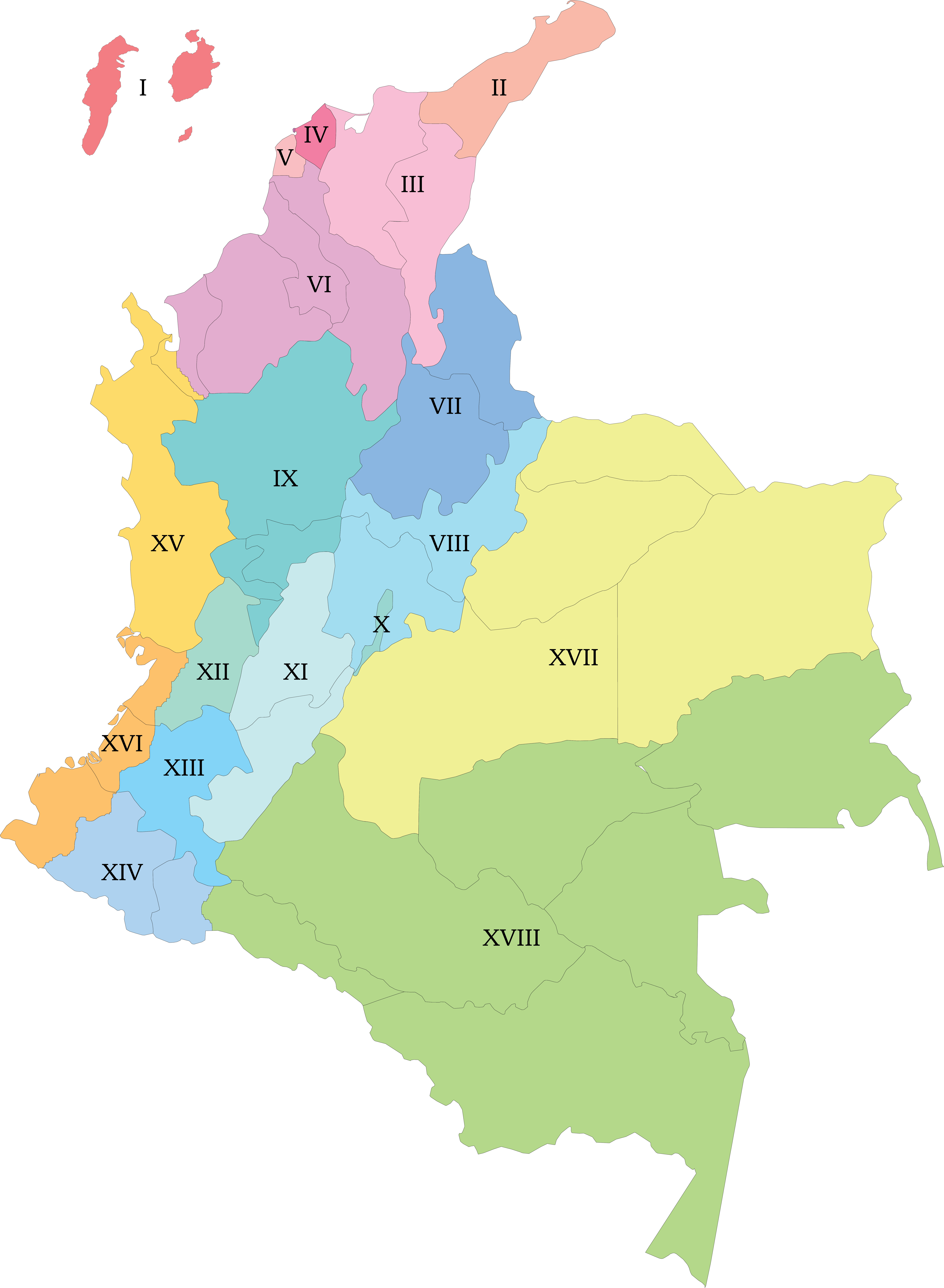
Régions gastronomiques de la Colombie : Biblioteca básica de cocinas tradicionales de Colombia - Ministère de la culture colombien (2013).
I. Islas
II. Guajira
III. Cesar et Magdalena
IV. Atlántico
V. Cartagena de Indias
VI. Sabanas Costeñas
VII. Santanderes
VIII. Boyacá y Cundinamarca
IX. Paisa
X. Bogotá
XI.
XII. Valle del Cauca
XIII. Cauca
XIV. Nariño
XV. Pacífico norte
XVI. Pacífico sur
XVII. Llanos
XVIII. Amazónica

La cuisine de Colombie est le résultat de la fusion des ingrédients, des pratiques et des traditions culinaires des cultures amérindiennes locales, européennes (principalement espagnole), africaines et métisses. La diversité de la faune et de la flore en Colombie est à l'origine d'une cuisine variée, essentiellement créole. Les ingrédients et les méthodes de préparation des plats colombiens varient en fonction des régions. Parmi les ingrédients les plus courants, on trouve des céréales comme le riz (arroz) et le maïs (choclo), des tubercules comme la pomme de terre ou le manioc, des légumineuses variées (fríjoles), des viandes comme le bœuf, le poulet, le porc, la chèvre, une variété particulière de cochon d'Inde appelée cuy ainsi que d'autres animaux sauvages et des fruits de mer. La variété de fruits tropicaux est aussi importante avec notamment de la mangue, de la banane, de la papaye, de la goyave, de la narangille et du fruit de la passion.
Bien qu'il n'y ait pas de consensus sur un plat unique national pour représenter toute la cuisine colombienne, le sancocho et l’arepa, sous ses différentes variantes régionales, sont parmi les plats les plus représentatifs. Parmi les autres plats régionaux, on trouve le mote de queso (es) et le tamal au poisson des régions côtières caribéennes, le mute (es) de la région des Santanderes (es), la bandeja paisa typique de la région d'Antioquia, l’ajiaco bogotanaise, la lechona de Tolima grande (es), le veau à l'orénoquienne (ternera a la llanera), entre autres.

## Région caribéenne

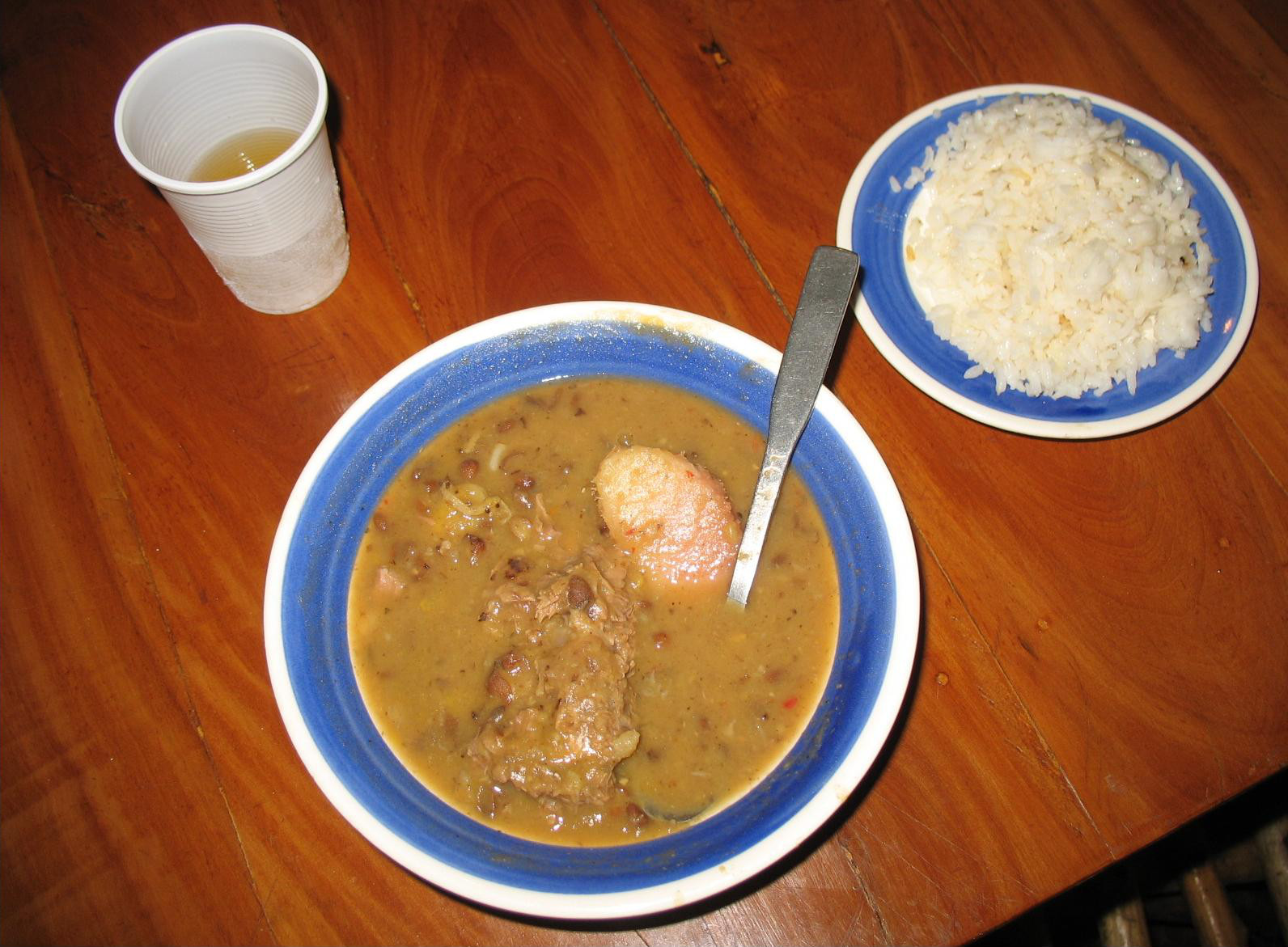
Soupe de pois d'Angole et de viande salée.

Les plats de la côte caribéenne colombienne contiennent du riz, du maïs, du manioc, de la banane, de l'igname, du bœuf, des volailles, du porc, de la chèvre, mais aussi de la viande d'animaux sauvages, notamment des tortues et des dendrocygnes. La proximité avec la mer et la présence de cours d'eau favorise aussi la pêche de poissons de mer et de rivière, notamment de la morue, du pagre, du thon, du poisson-chat, du mulet lebranche, du bocachico et de la mojarra. Les poissons peuvent être grillés, frits ou préparés en salpicón et accompagnés de majuana, une purée de guandú, de noix de coco et de manioc. Les fruits de mer sont consommés en casseroles ou en salades froides. La viande peut être cuite et servie effilochée comme pour la carne desmechada.
Les soupes sont très populaires dans la région, qu'elles s'appellent sopa, mute ou mote. La plus populaire est le sancocho dont il existe de nombreuses variantes. On peut utiliser toutes sortes de viandes, même de la tortue mais aussi des fruits de mer et différentes espèces de poissons (barbudo, jurel, sábalo). Divers morceaux peuvent être choisis : des tripes, de la queue, des abats, mais aussi des viandes transformées comme des chicharróns, de la mamelle de vache salée, de la tête de porc fumée. Certaines recettes incluent aussi des légumes comme le guandú, la candia, la cornille et des préparations de légumes comme la cabeza de gato (es),. Le mote de queso (es) est une autre soupe très populaire à base d'igname et d'un fromage appelé queso costeño (es).
Le pain local est l’arepa à base de maïs qui peut être frit ou cuit au four, parfois farci d'un œuf. On en confectionne aussi des sucrés. On sert aussi des bollos (es) de maïs, de banane et de manioc accompagné de suero atollabuey (es). Le riz est aussi un autre élément essentiel des repas, avec de la noix de coco, de la banane, des lentilles, des vermicelles.
Parmi les autres plats typiques, il y a les tamales, les butifarras et le friche (es) (à base d'abats de chèvre). On fait frire des empanadas, des patacónes, des carimañolas et des deditos de queso. La cuisine de la côte caribéenne est une cuisine particulièrement influencée par la cuisine des amérindiens, des africains et des espagnols et elle incorpore aussi des plats d'origine arabe comme la boronía d'aubergines ou les quibbes.
Du côté du sucré, on trouve l’alegría (es), la cocada, l’enyucado (es) et le queque (es). Le mazamorra de bananes ou de maïs est une bouillie sucrée populaire et le congelada (es) un sorbet glacé. Comme rafraîchissement, on boit de agua de panela, de l’agua de maíz o arroz, de la horchata de riz, du raspao et, parmi les boissons alcoolisées, du rhum et de la chicha.
La cuisine de Carthagène des Indes est basée sur les cuisines traditionnelles venues d'Espagne et de différentes régions d'Afrique. Une des traditions culinaires les plus populaires, d'origine africaine, est la vente de fruits par les « palenqueras » qui sont chargés de proposer des fruits frais ou sous forme de salpicón en divers endroits de la ville. On consomme des fruits comme la banane, le corossol, la goyave, la mangue, le melon, la papaye, la pastèque, la pomme cannelle, la pomme de cajou, le tamarin, mais aussi des fruits plus locaux comme la sapote sud-américaine, le níspero, le palmier corozo aussi bien frais qu'en jus.

## Région andine

### Santanderes

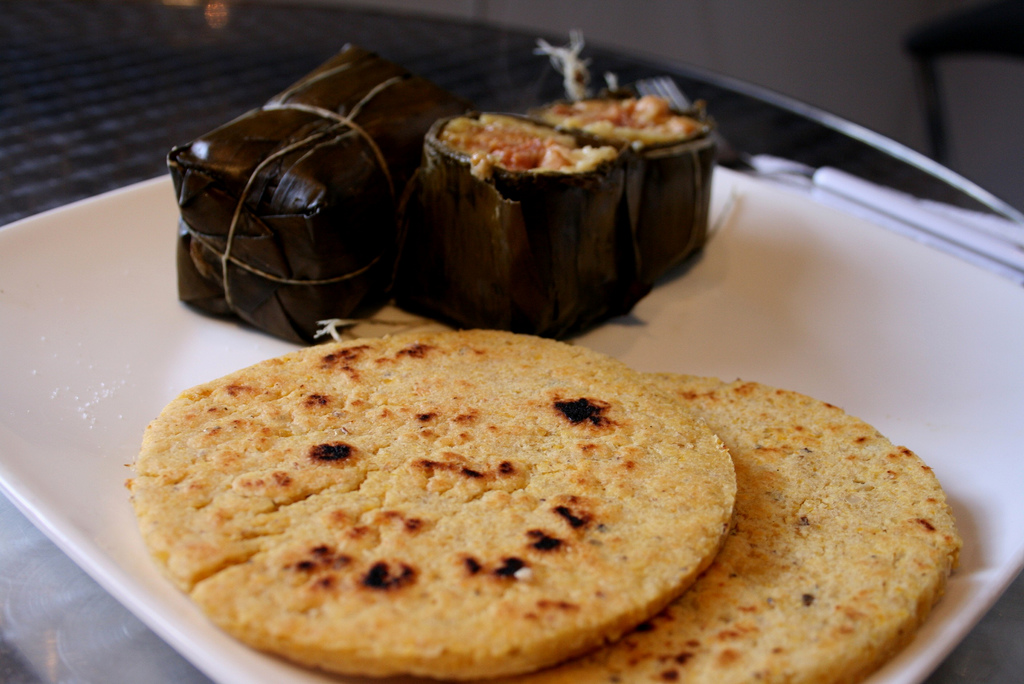
Arepa et tamales santandereanos.

La pepitoria (es) est un plat typique du département de Santander. Il est préparé à partir d'abats de chèvre accompagnés de riz. On y trouve aussi le mute, de la viande séchée, des fourmis hormiga culona, de la morcilla aussi appelée rellena. L’arepa de la région des Santanderes contient du maïs pelé dans de l'eau et de la cendre.

### Bandeja Paisa

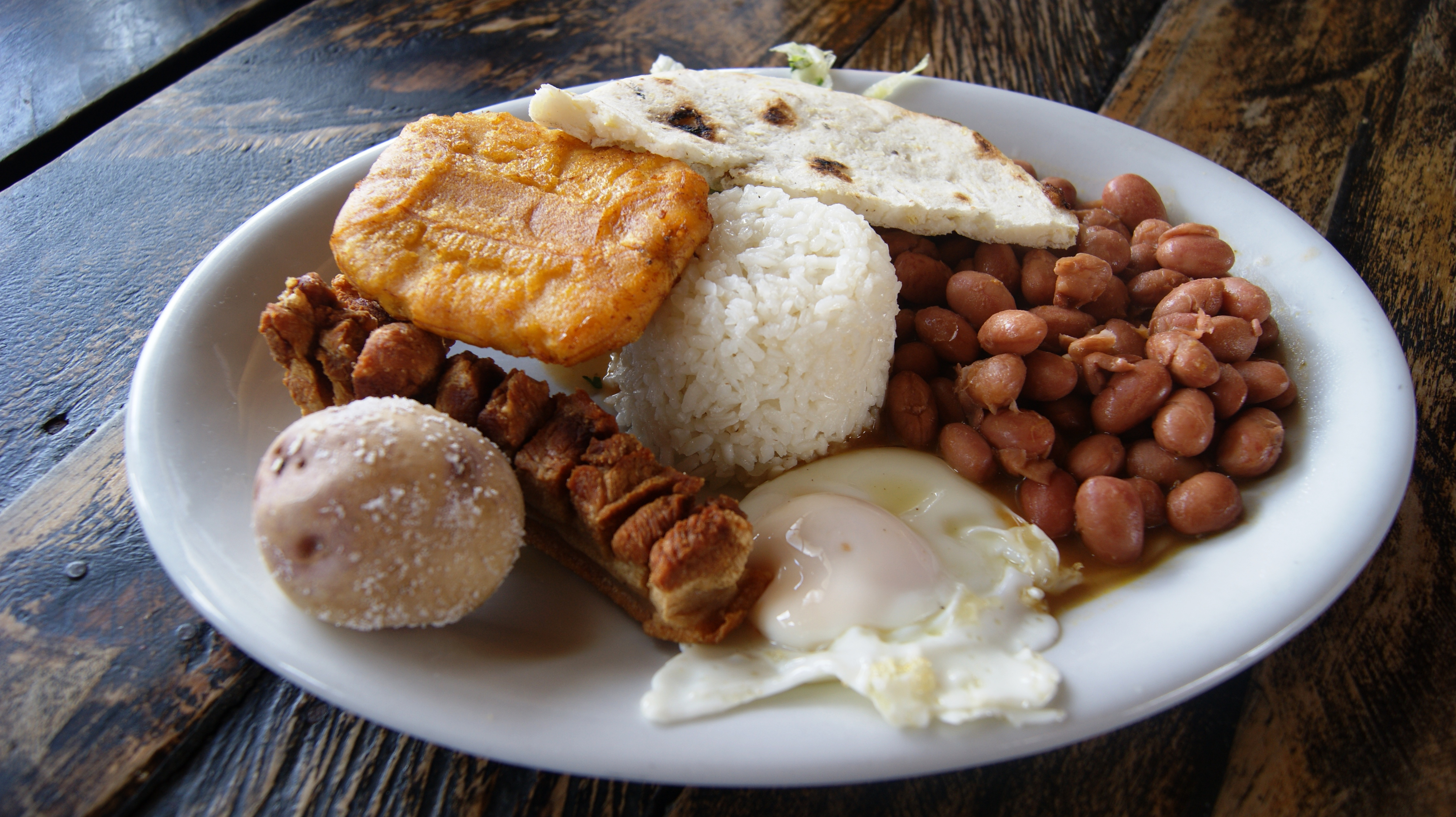
Bandeja paisa.

Dans la région d'Antioquia, la cuisine traditionnelle est constituée de plats qui ont été créés et qui se sont développés dans un milieu rural, isolé du reste du pays durant des générations, ayant échappé au processus d'industrialisation, d'urbanisation et de mondialisation. Le menu typique d'Antioquia est composé d'une assiette de haricots, de riz, d'œuf, de bananes plantain frites, de grattons, de bœuf haché, de morcilla, de chorizo et d'avocats. On utilise en abondance des ingrédients tels que le cacao, la panela, le maïs, la truite, la viande de bœuf et des plantes locales telles que la goyave, l'ananas, le haricot rouge et le café.
La bandeja paisa est le plat typique de cette région et a parfois été considéré comme le plat représentatif de la Colombie. En outre, il y a d'autres plats comme les légumineuses, l'incontournable sancocho et des variétés d’arepas : l'arepa d'Antioquia traditionnelle et l’arepa aux grains de maïs doux avec du quesito (es), etc. On sert une sauce appelée hogao (es) pour accompagner les patacónes, et le calentao, cuisiné avec les restes de riz et de haricots de la veille. On récupère aussi les restes croustillant de riz collé au fond de la casserole pour préparer du pegao. On boit de l’aguardiente et diverses variétés de mistelles, d'Antioquia et d'Eje cafetero entre autres.

### Bogotá et l'Altiplano cundiboyacense

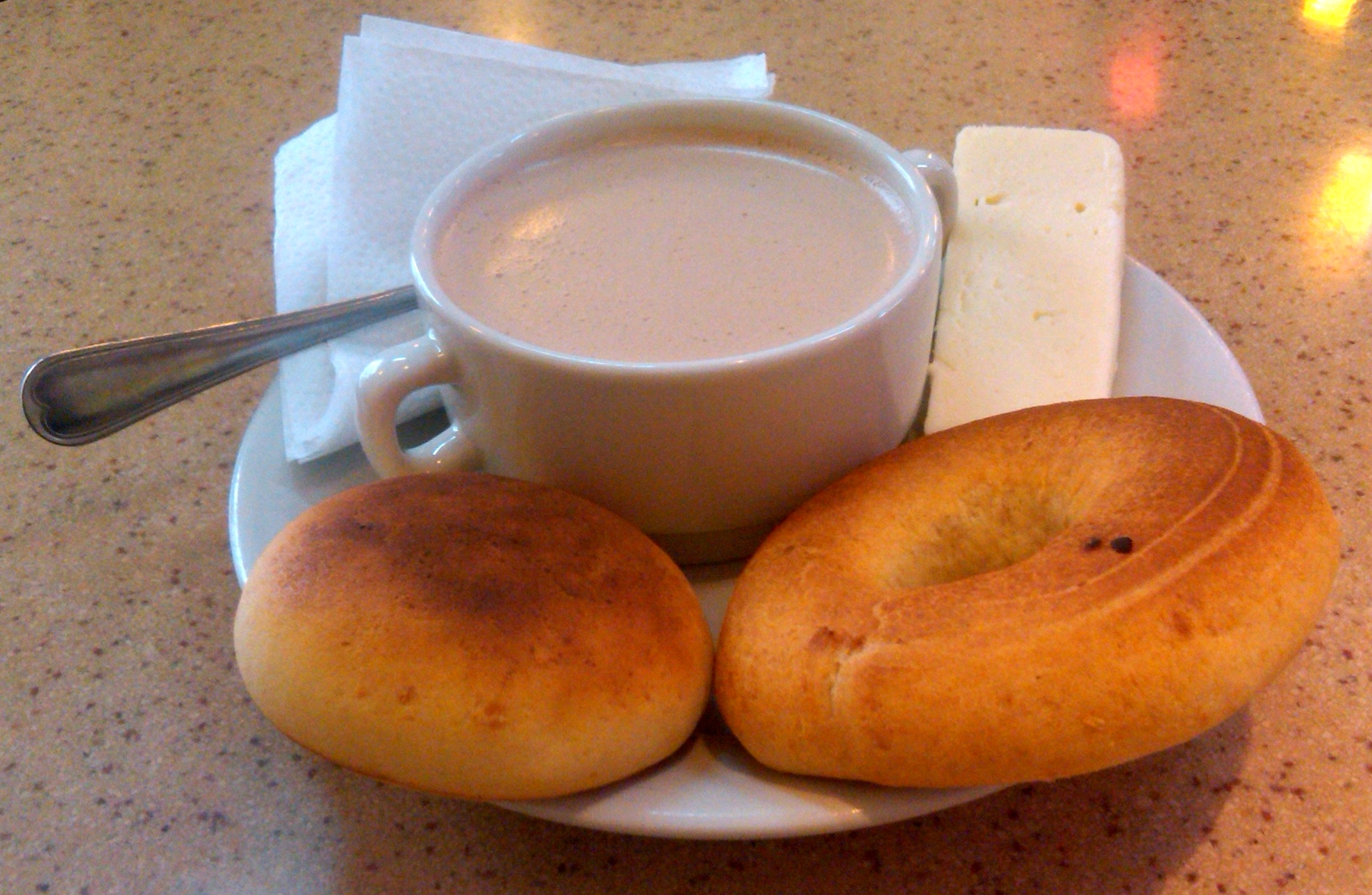
Chocolat chaud, fromage, pandequeso (à droite) et almojabana (à gauche).

La gastronomie bogotanaise et de l'altiplano cundiboyacense a pour origine les indigènes Chibchas et les traditions européennes. Les Chibchas consommaient des bouilles de maïs et des purées de pommes de terre comme aliments traditionnels assaisonnés avec des feuilles appelées guasca pour donner une saveur piquante. Avec l'arrivée des Européens, le poulet et d'autres condiments ont transformé les bouillies en pucheros servis dans des pots en terre cuite, puis différents types de plats et soupes se sont développés comme l’ajiaco, la mazamorra, etc. La pomme de terre et le guasca sont des ingrédients autochtones de la région andine et en particulier de la zone qui comprend aujourd'hui Cundinamarca, Boyacá et une partie des Santanderes.
La cuisine de l'Altiplano cundiboyacense propose des fritures et des bouillons typiques parmi lesquels se distinguent la changua de pommes de terre, et d'autres spécialités comme le cuchuco d'échine de porc, des préparations à base de poisson de rivière telles que le viudo de poisson, la purée de cubios avec des bananes mûres, des fèves cuites avec de la chayote. On accompagne ces plats en buvant du masato (es) et de la chicha. Parmi les douceurs, on trouve la gelée de goyave, le « flan-éponge » de curuba, la cuajada au caramel, le coqueret du Pérou et le papayuelo confits. Au petit déjeuner, on sert parfois du chocolat chaud avec du fromage, du pain de manioc et des almojábanas en gâteau ou imbibé de sirop.

### Tolima grande
Dans la région andine, on trouve des plats typiques des départements de Tolima et Huila tels que la lechona ou le tamal, un mélange de riz avec du bœuf, du poulet, du porc et des haricots enveloppés dans des feuilles de bananier.

## Région pacifique
Les cuisines les plus représentatives de la région pacifique sont celle de Valle del Cauca et celle de Nariño.

### Valle del cauca

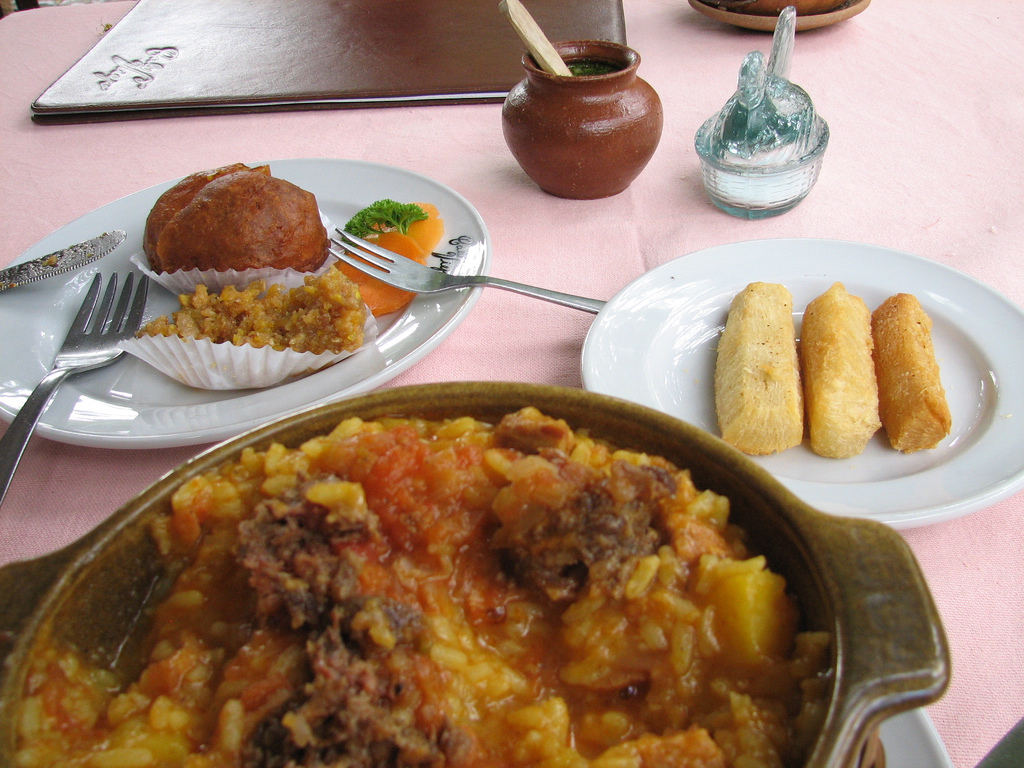
Arroz atollado, marrranitas, ' et manioc frit.

La cuisine de Valle del Cauca est née dans le centre de la région, à proximité de Buga, Cartago et de la région pacifique. Elle a pour origine la cuisine de Cauca Grande en Popayán et inclut les ingrédients de la cuisine de la côte. En 2005, l'UNESCO a désigné la ville de Popayán comme ville de premier plan pour sa diversité culinaire et son rôle dans le patrimoine intangible des Colombiens. La cuisine caucana a été sélectionnée pour avoir maintenu des méthodes traditionnelles de préparation par la tradition orale,.
Dans le Valle del Cauca, les plats les plus représentatifs sont le sancocho de poulet, le champús (es), le cholado (es), la lulada (es), l’arroz atollado (es), le tamal local, les marranitas, des biscuits appelés hojaldres, la chancaca de Buenaventura, la gelée, le blanc-manger, la soupe de tortilla (es), le bizcocho hateño aussi appelé cuaresmero, le pandebono (es), le pandeyuca (es), l’avena caleña, les aborrajados (es), les empanadas, les parépous appelés localement chontaduro, les poissons et les fruits de mer dans différentes préparations de la côte pacifique (es).

### Cuisine du Nariño

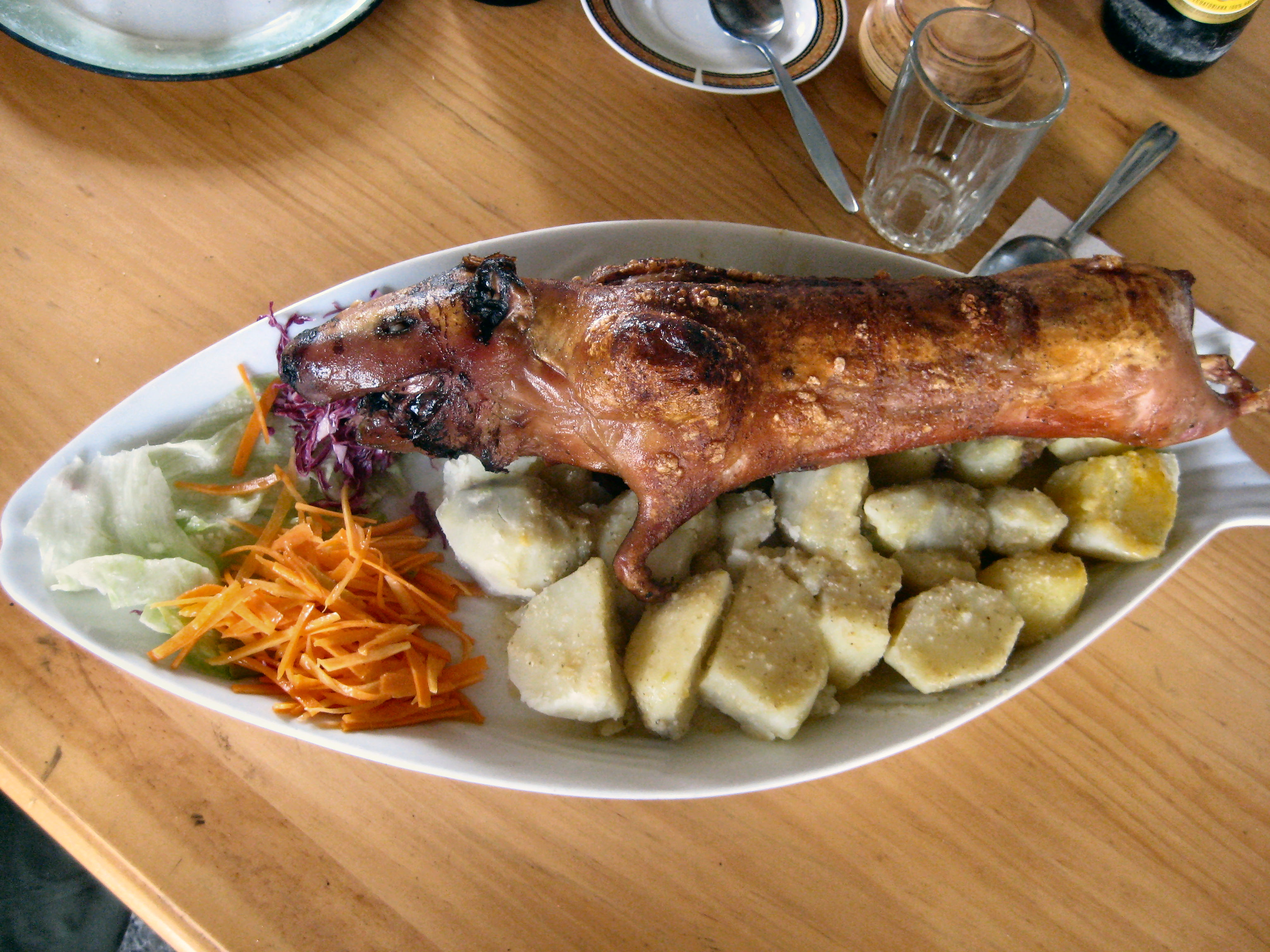
Cuy grillé.

Très semblable à la cuisine équatorienne, la cuisine de Nariño est connue pour ses ingrédients uniques et ses plats typiques tels que le cuy en grillade qui est très apprécié dans la région andine. Le porc est préparé en fricassée ou au four (hornado) accompagné de maïs pelé, de maïs soufflé ou de tortillas de pommes de terre. La truite arc-en-ciel est servie grillée. Durant la semana santa, on mange du fanesca, un plat de courges zapallo ou auyama qui est partagé avec les habitants de l'Équateur. D'autres soupes sont cuisinées avec des ulluques ou de la crème de maïs. Les pains traditionnels de la région sont les pambasas et les allullas, mais on façonne aussi des hojaldras, des morceaux de pâte frite. Les empanadas peuvent être farcis de riz et on consomme aussi des deditos de queso.
Les repas sont arrosés de hervido (es), une boisson alcoolisée à base de narangille, de mûre, d'ananas et de fruit de la passion, servie chaude. On boit aussi de l’aguardiente, et du canelazo, une boisson alcoolisée infusée à la cannelle. Parmi les boissons sans alcool, on trouve le champús (es) et le vesou. On fait confire du corossol, du papayuelo et de la goyave. Comme dans le reste de l'Amérique du Sud, la confiture de lait appelée localement arequipe est très populaire.

## Llanos
En Orénoquie, le veau à l'orénoquienne (ternera a la llanera) est un plat typique.

## Principaux chefs cuisiniers
- Anderson Gomez
- Mark Rausch
- Jorge Rausch
- Juan Manuel Barrientos
- Harry Sasson
- Andrés Jaramillo
- Teresita Román de Zurek
- Sofía Ospina de Navarro
- Julián Estrada[15]
- Leonor Espinosa
- Catalina Vélez
- Juan Camilo Garzón
- Paul Loaiza
- Gustavo Echeverry
- Jaime Alzate

## Galerie

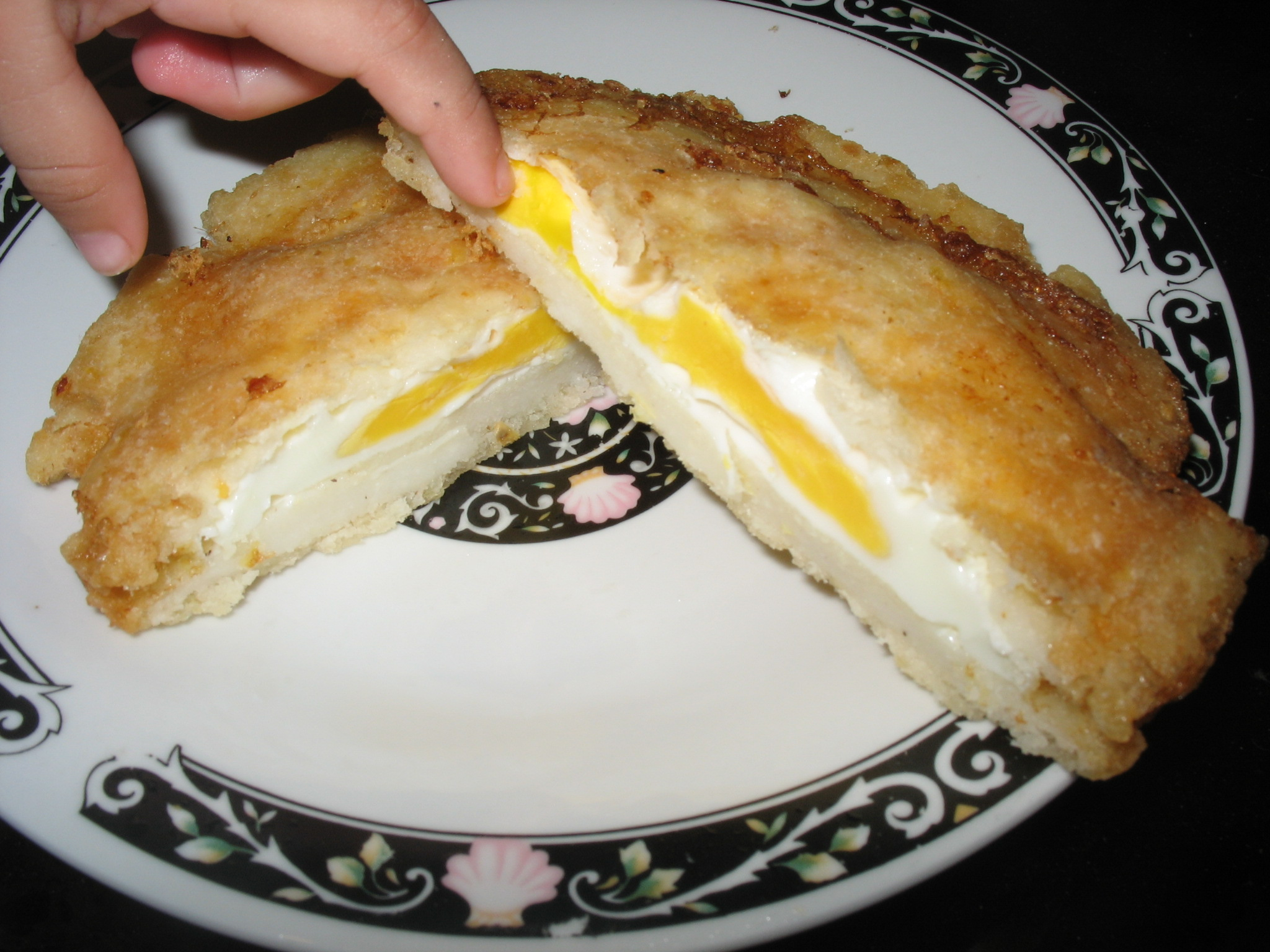
Arepa à l'œuf.
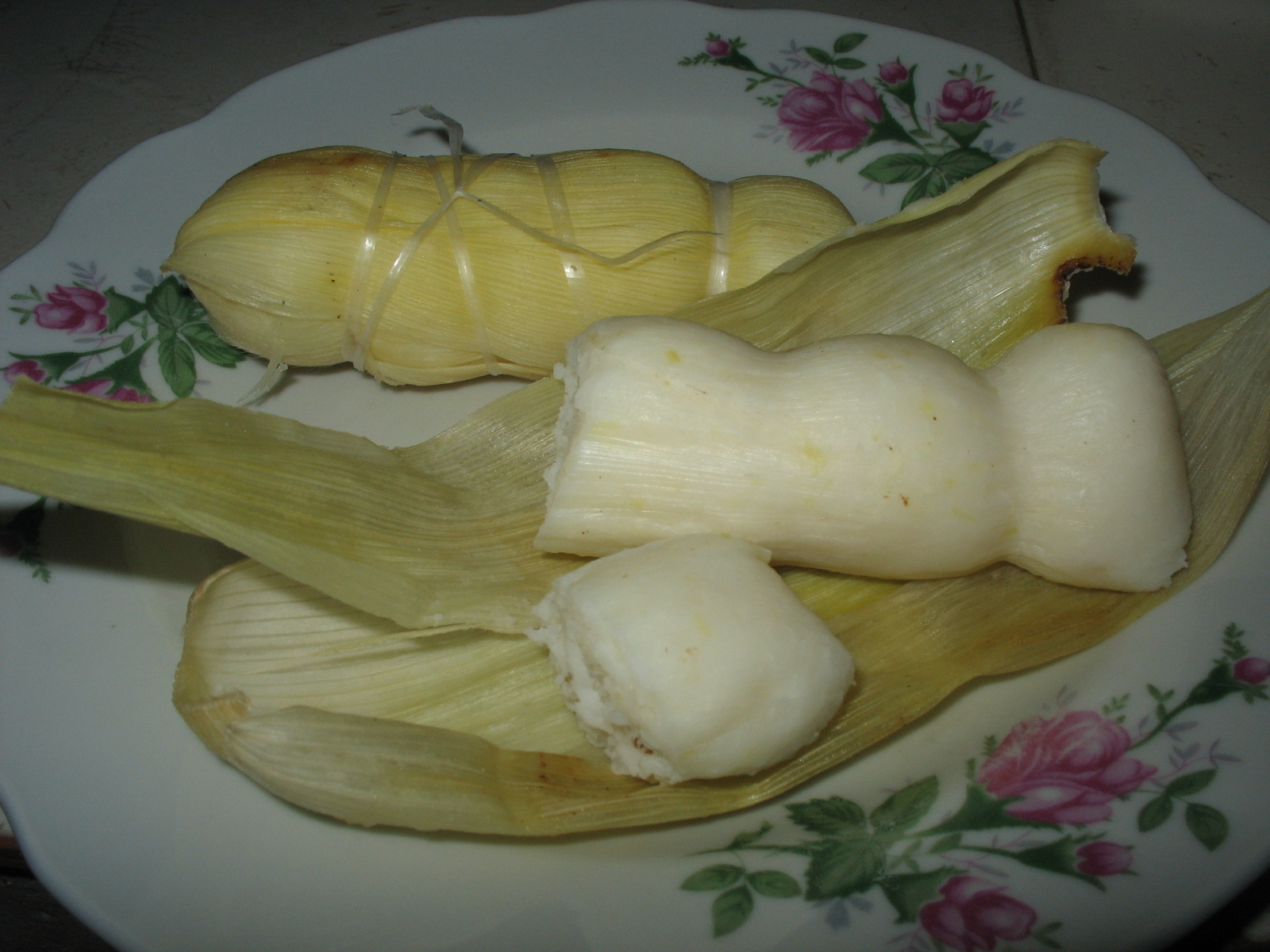
Bollo (es) de maïs blanc.
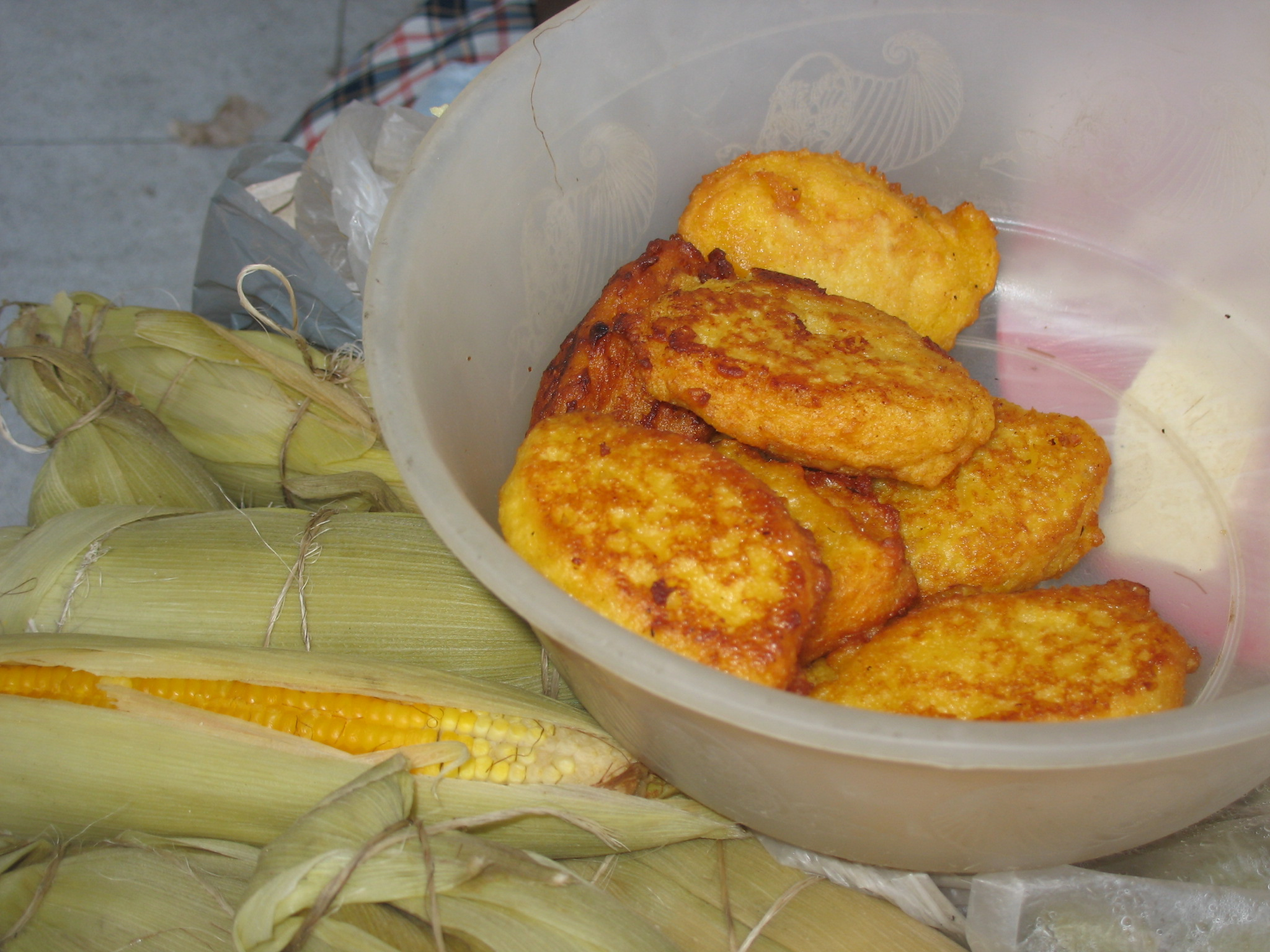
Buñuelos de maíz.
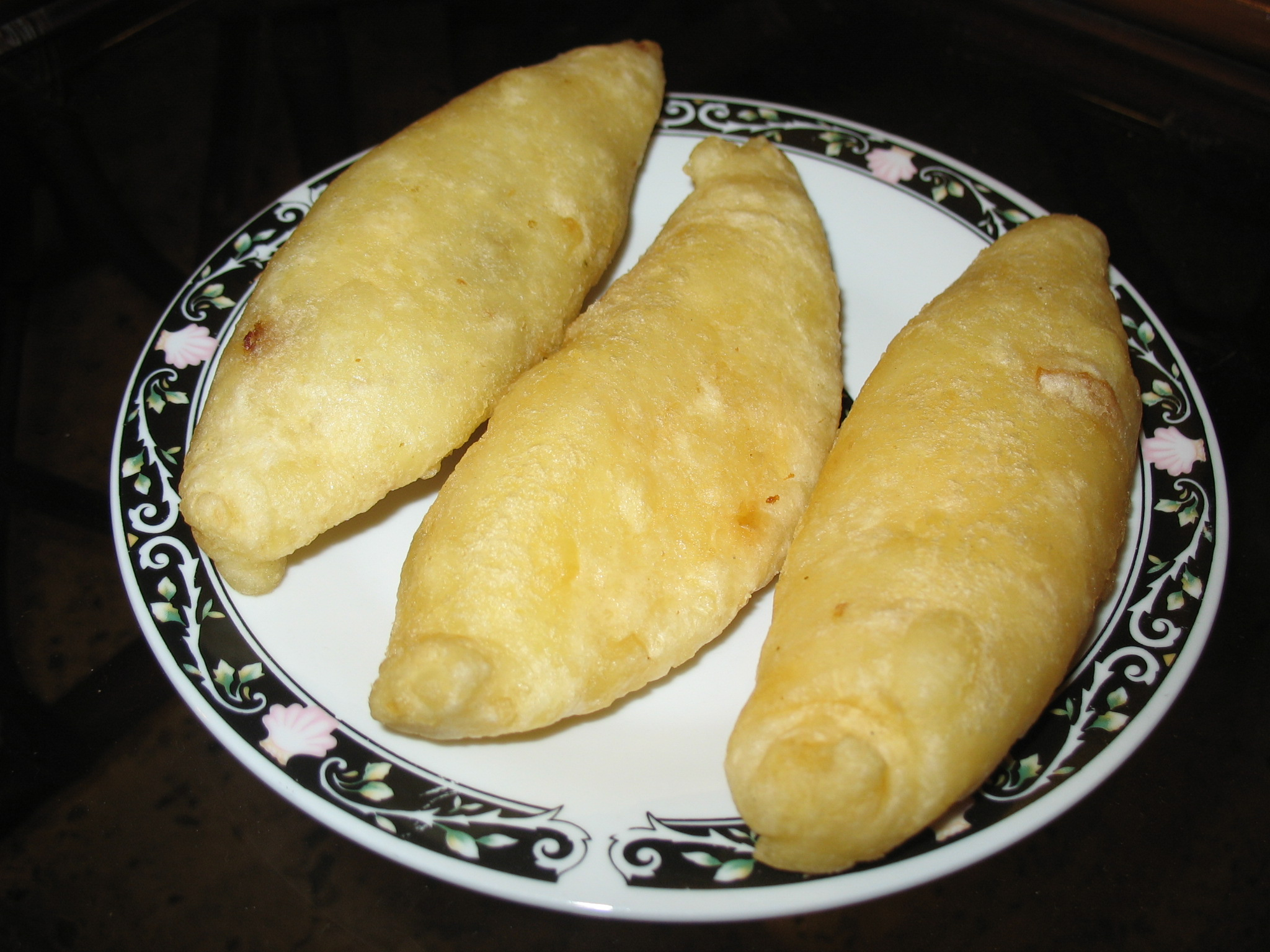
Caribañolas.
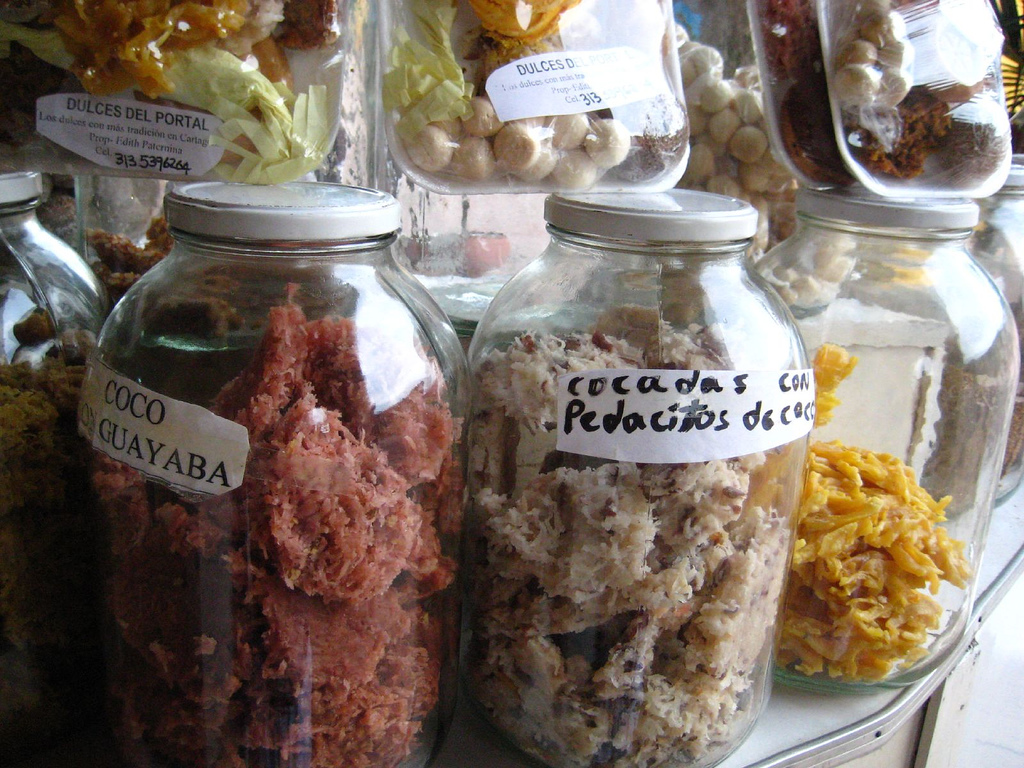
Cocadas.
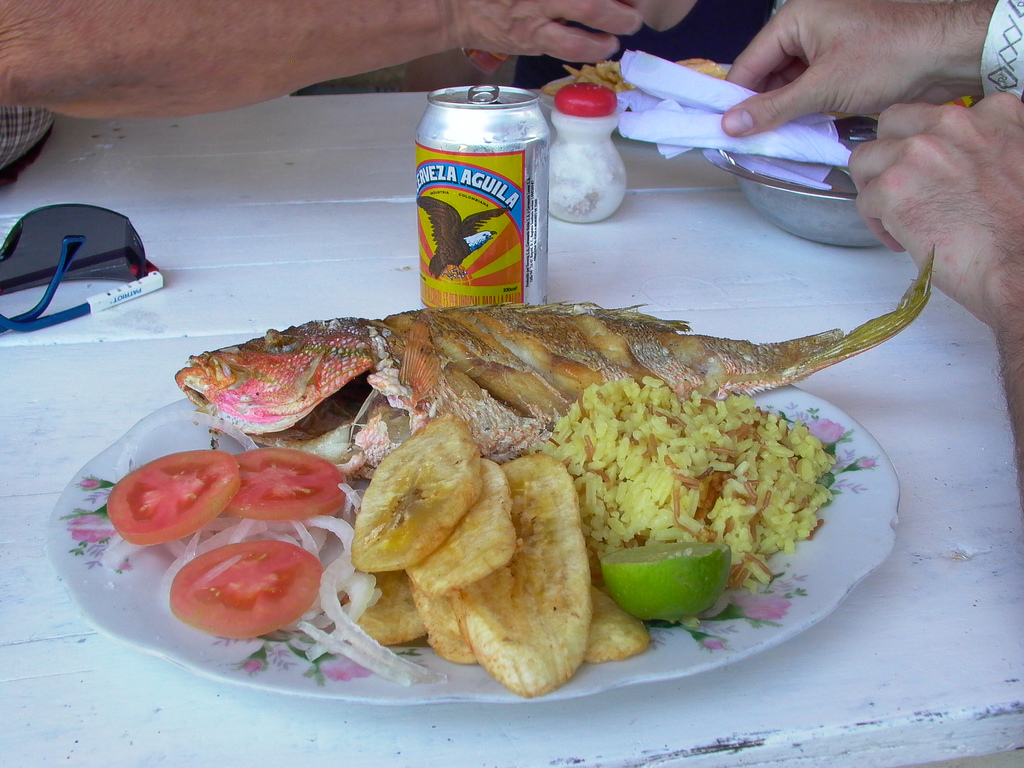
Pagre rouge avec des tajadas (es).
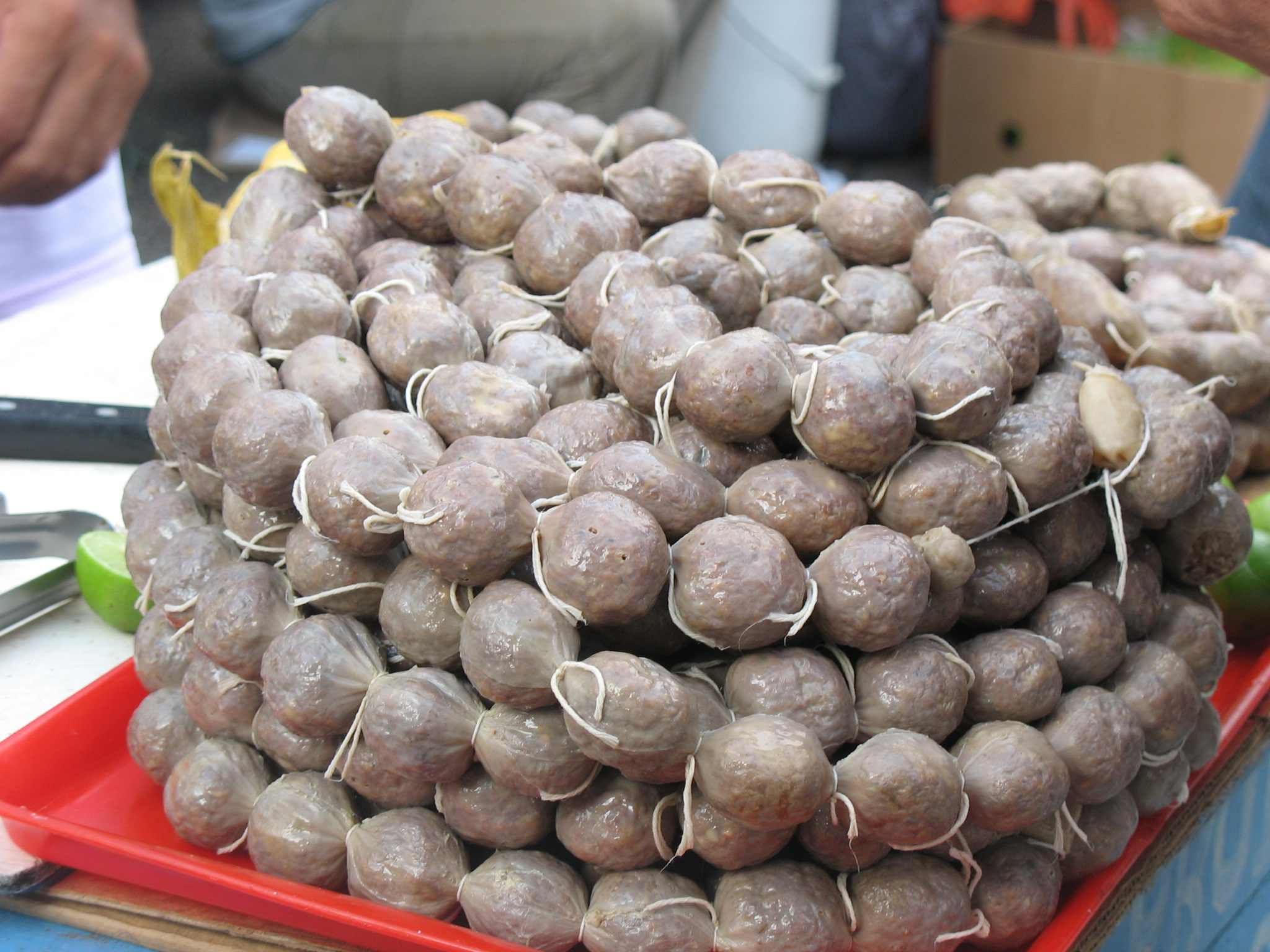
Butifarras soledeñas.
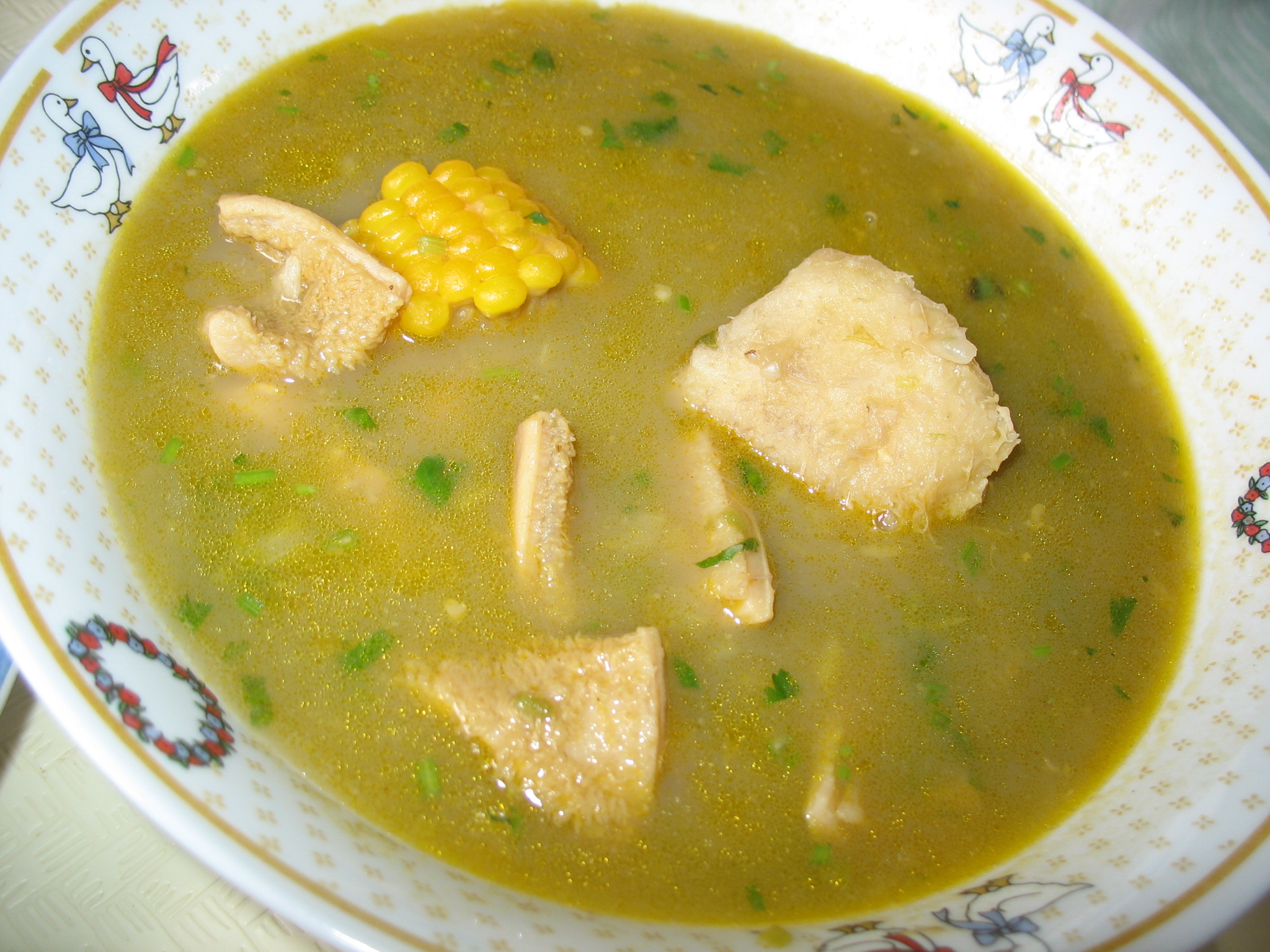
Sancocho.
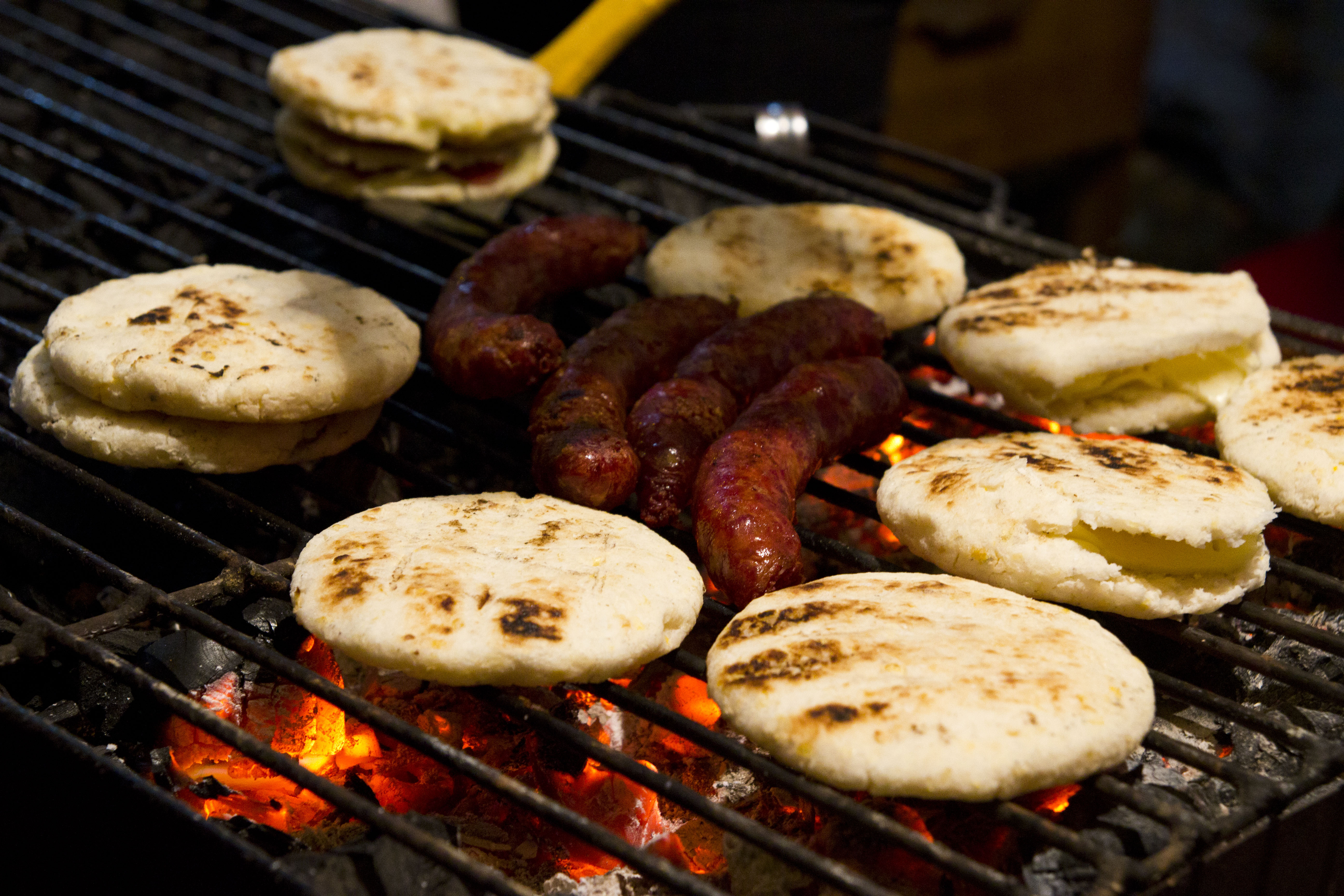
Arepas avec du chorizo.
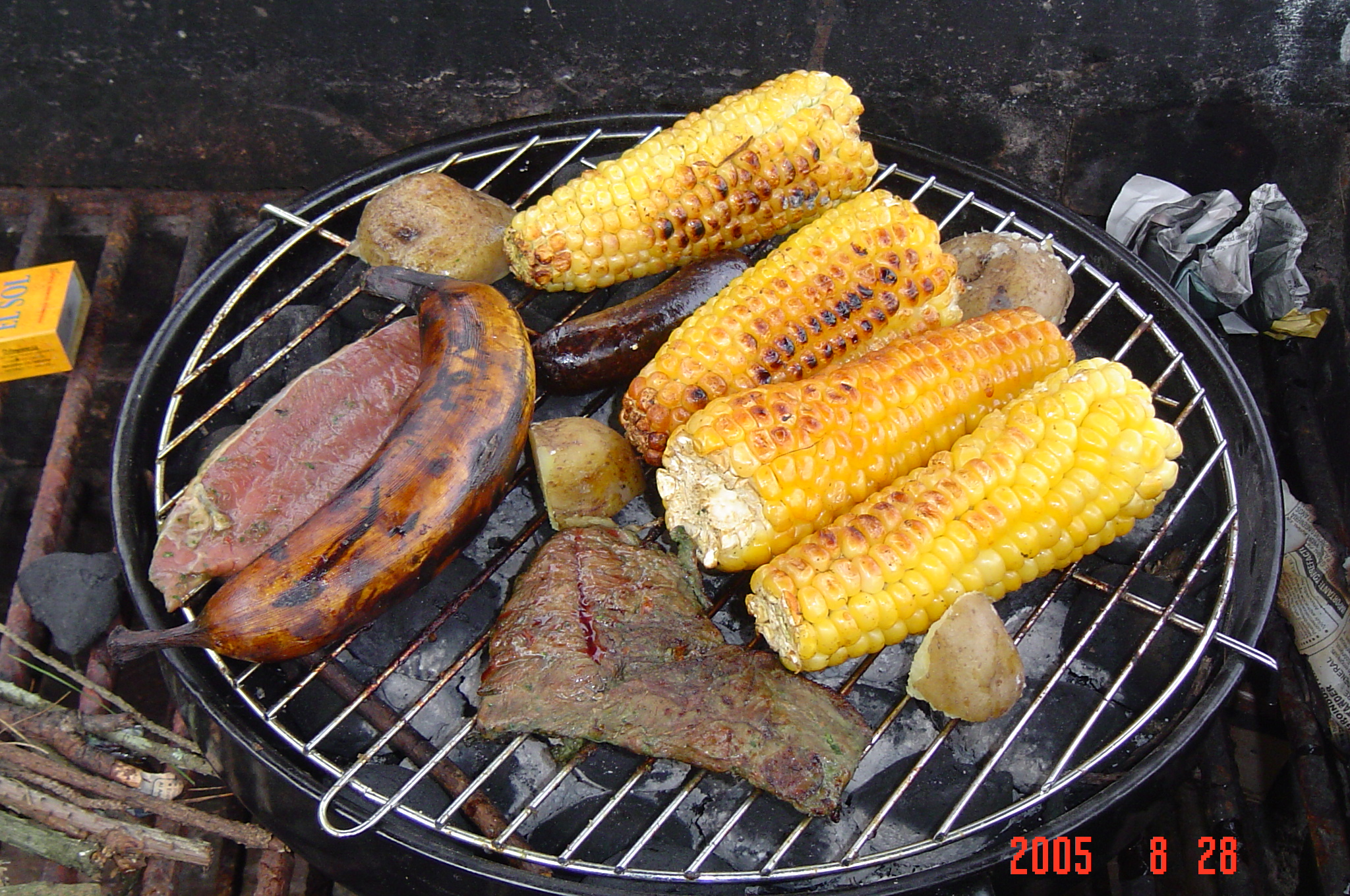
Asado santafereño
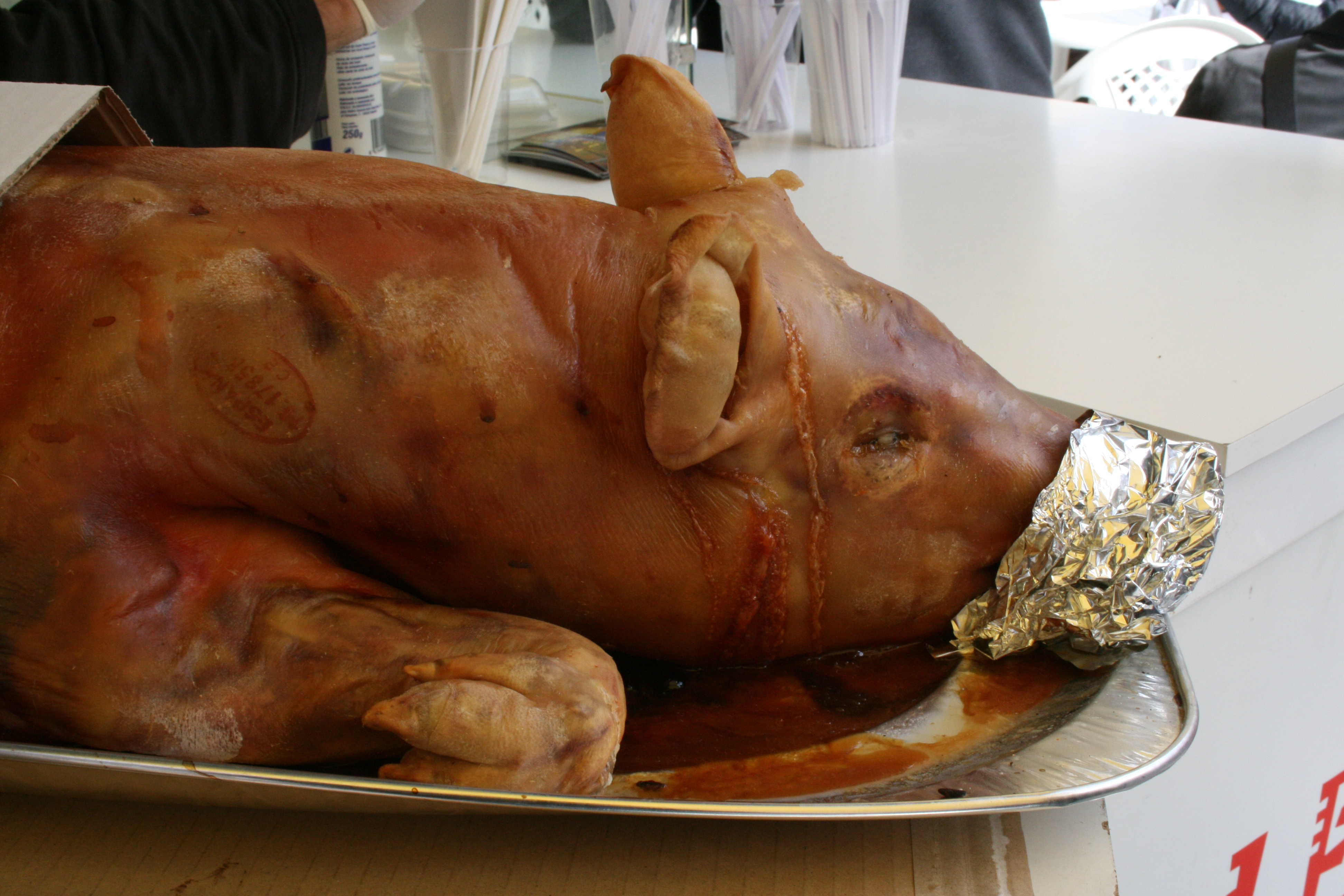
Lechona.
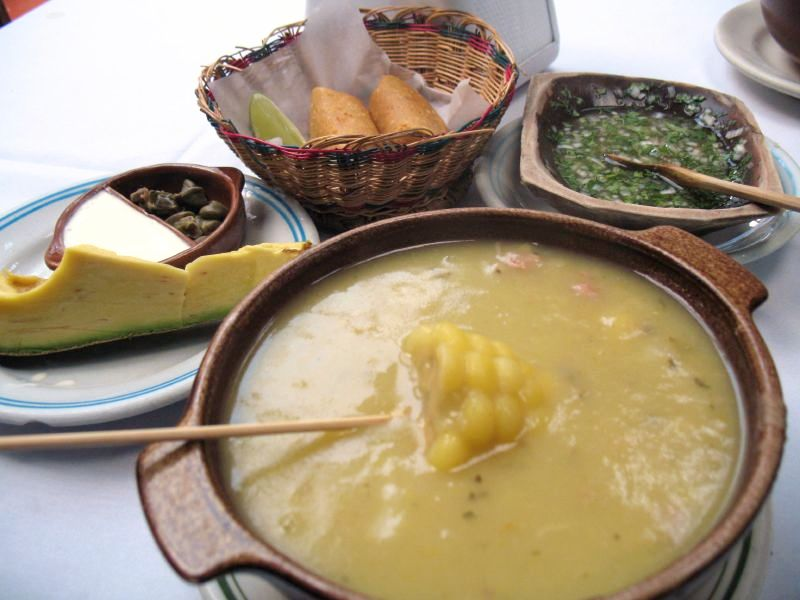
Ajiaco de Bogotá.
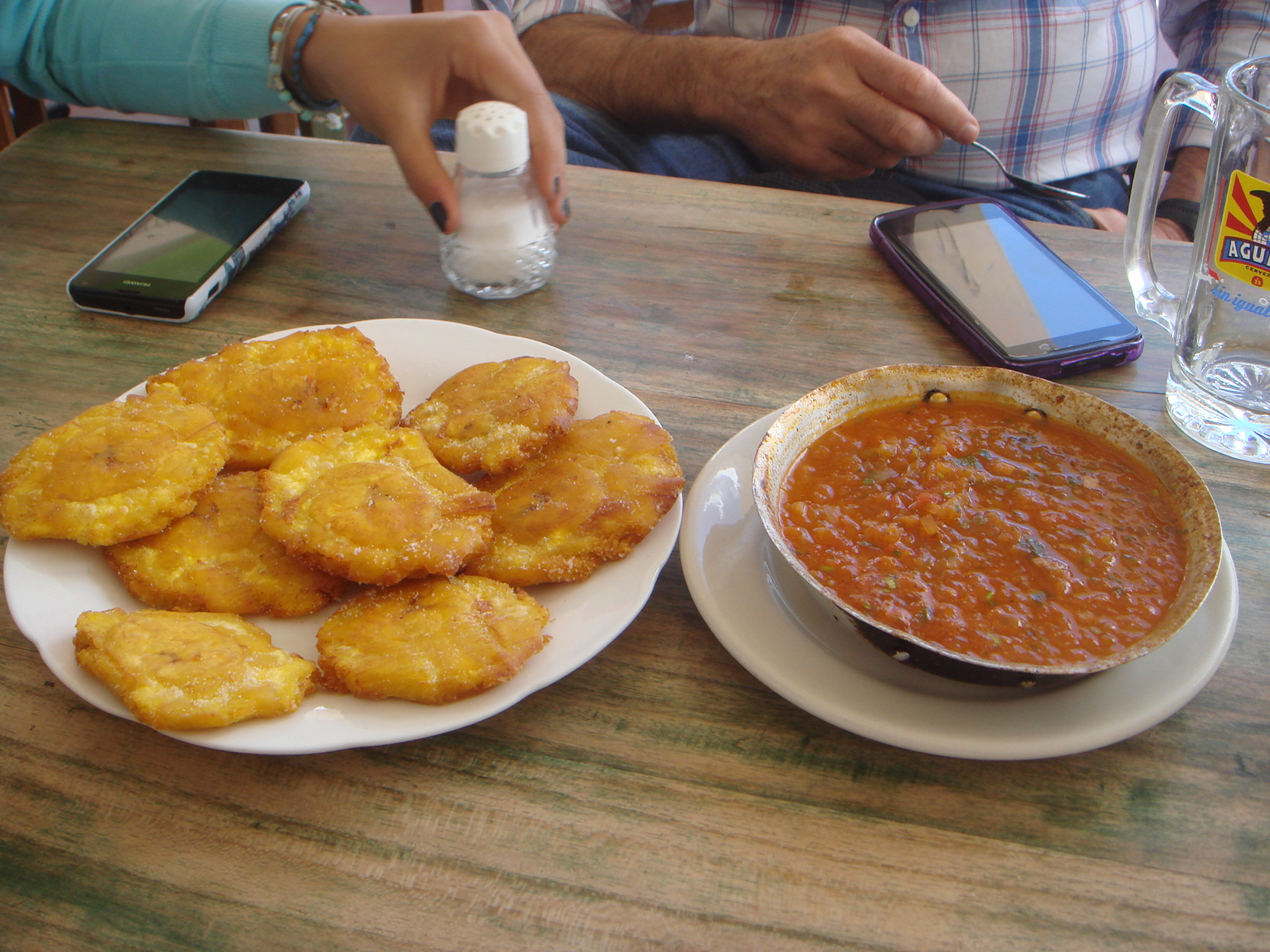
Patacónes accompagnés de hogao (es).
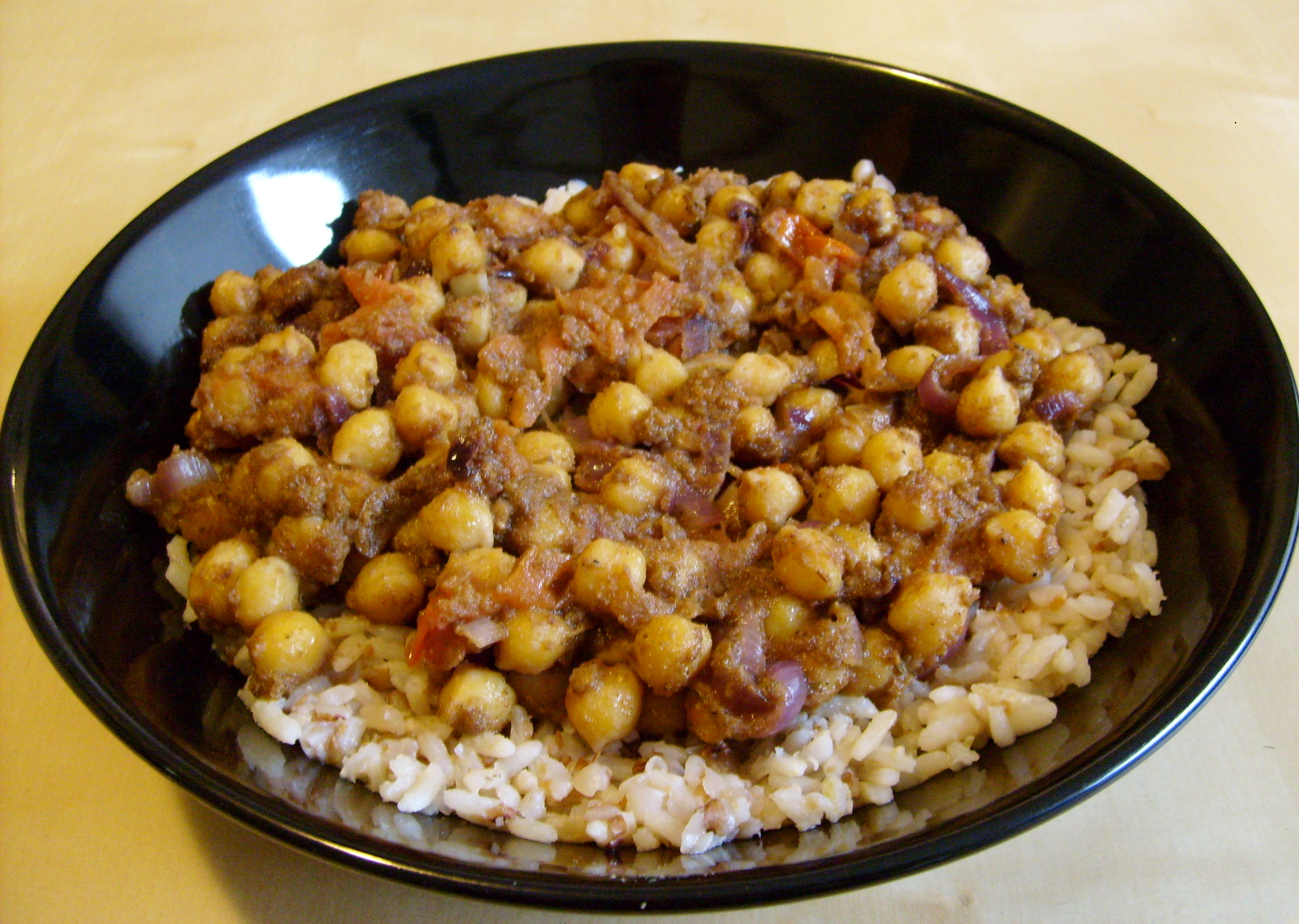
Puchero.
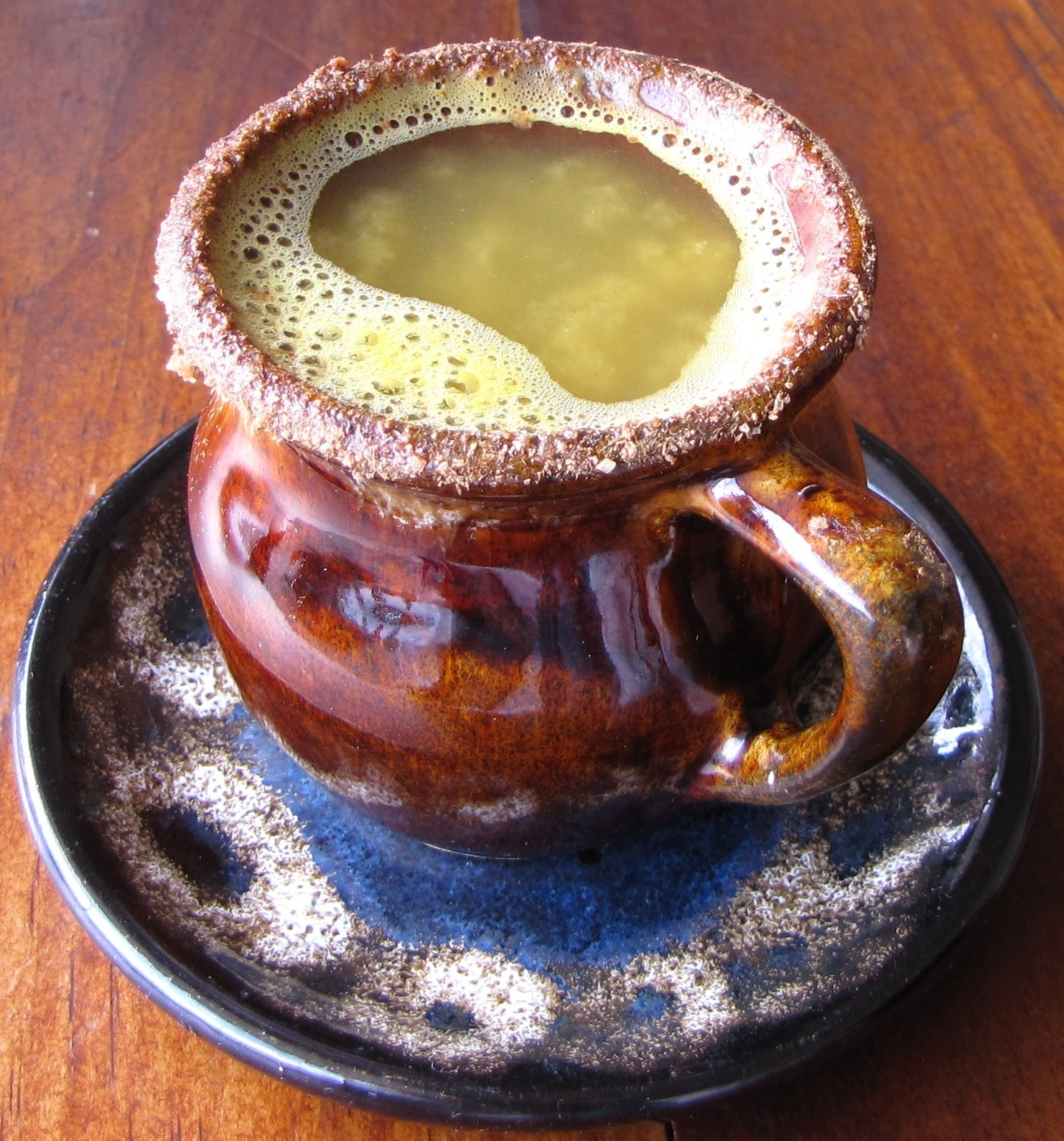
Canelazo.
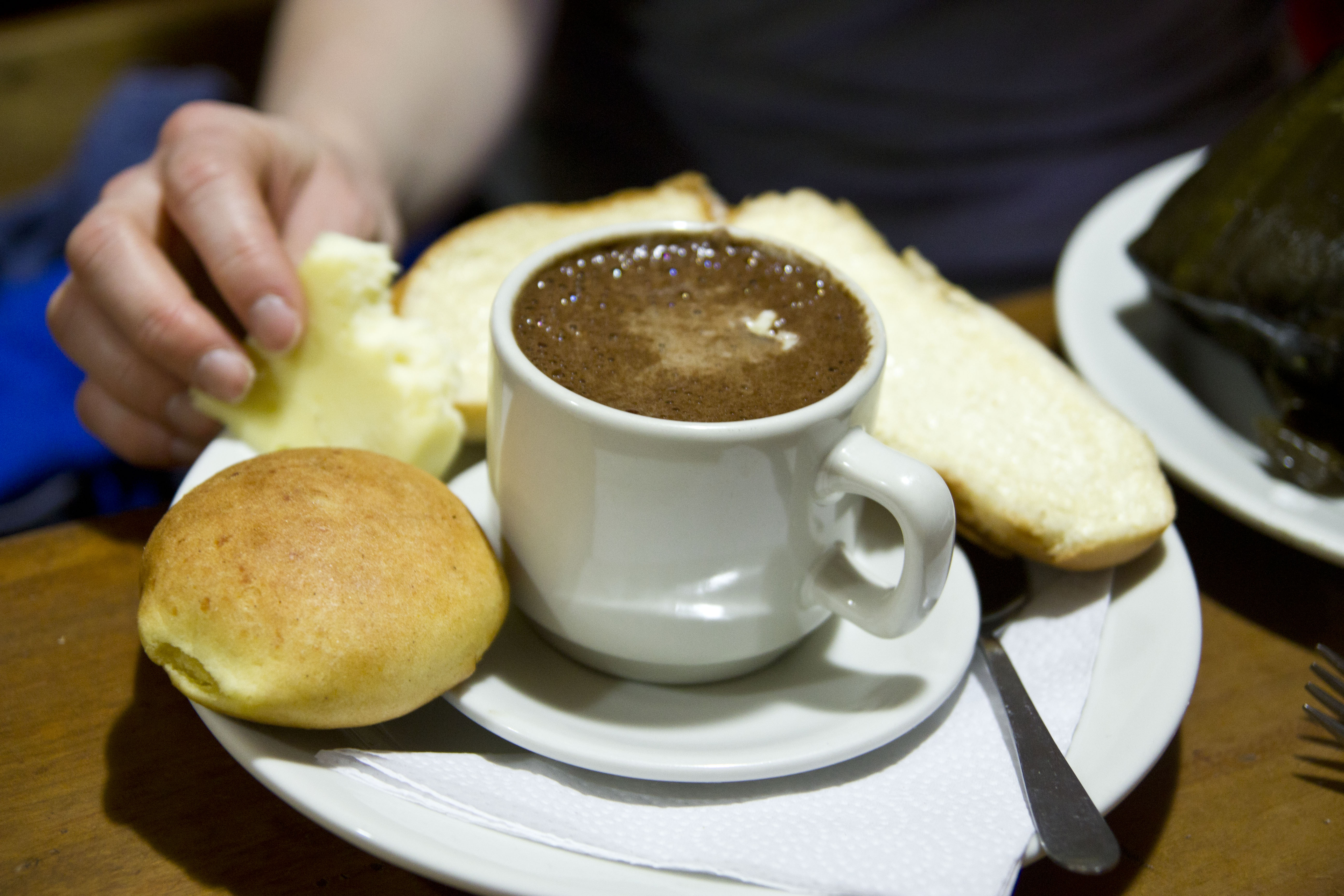
Agua de panela et fromage.
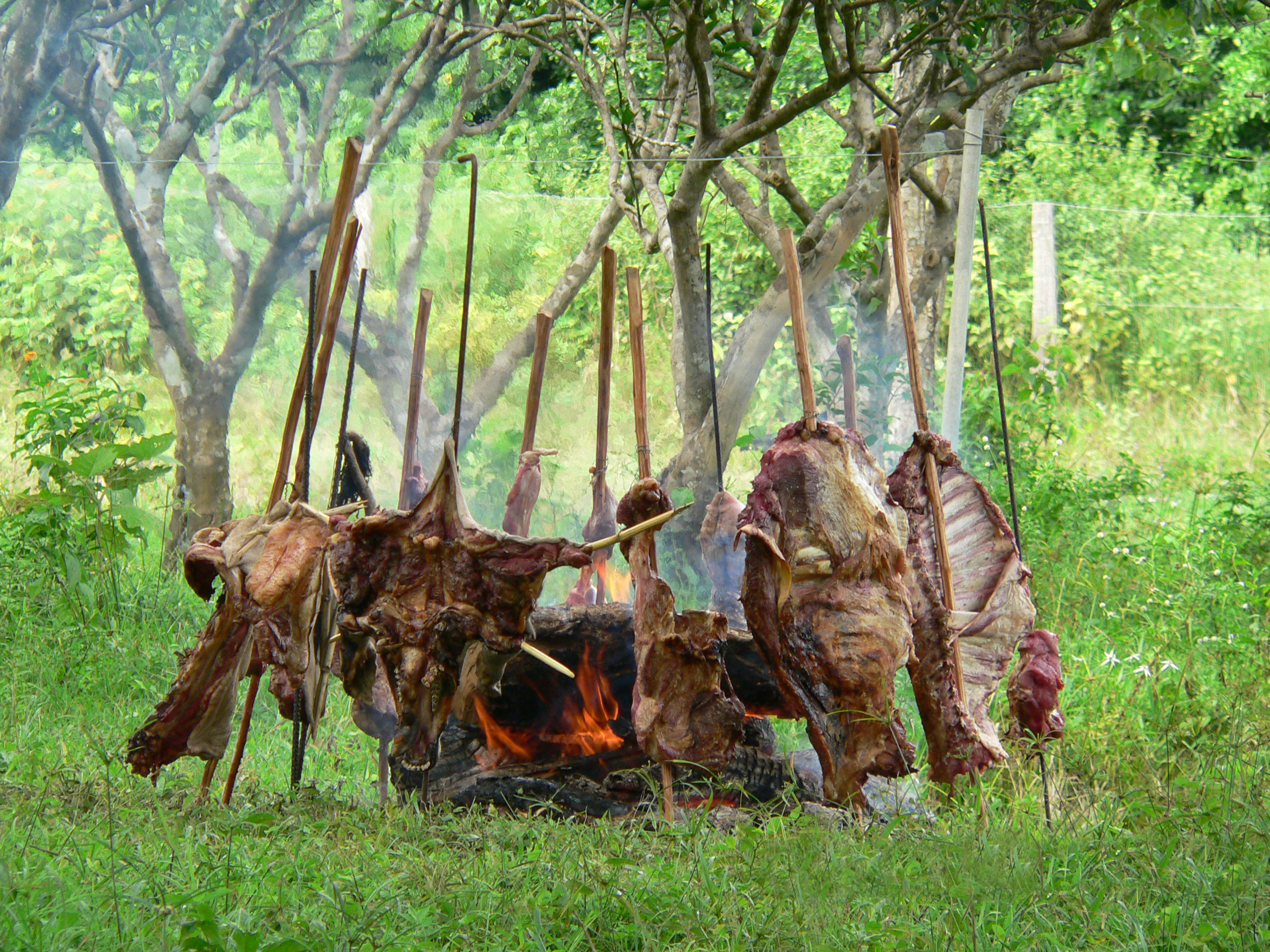
Ternera a la llanera.
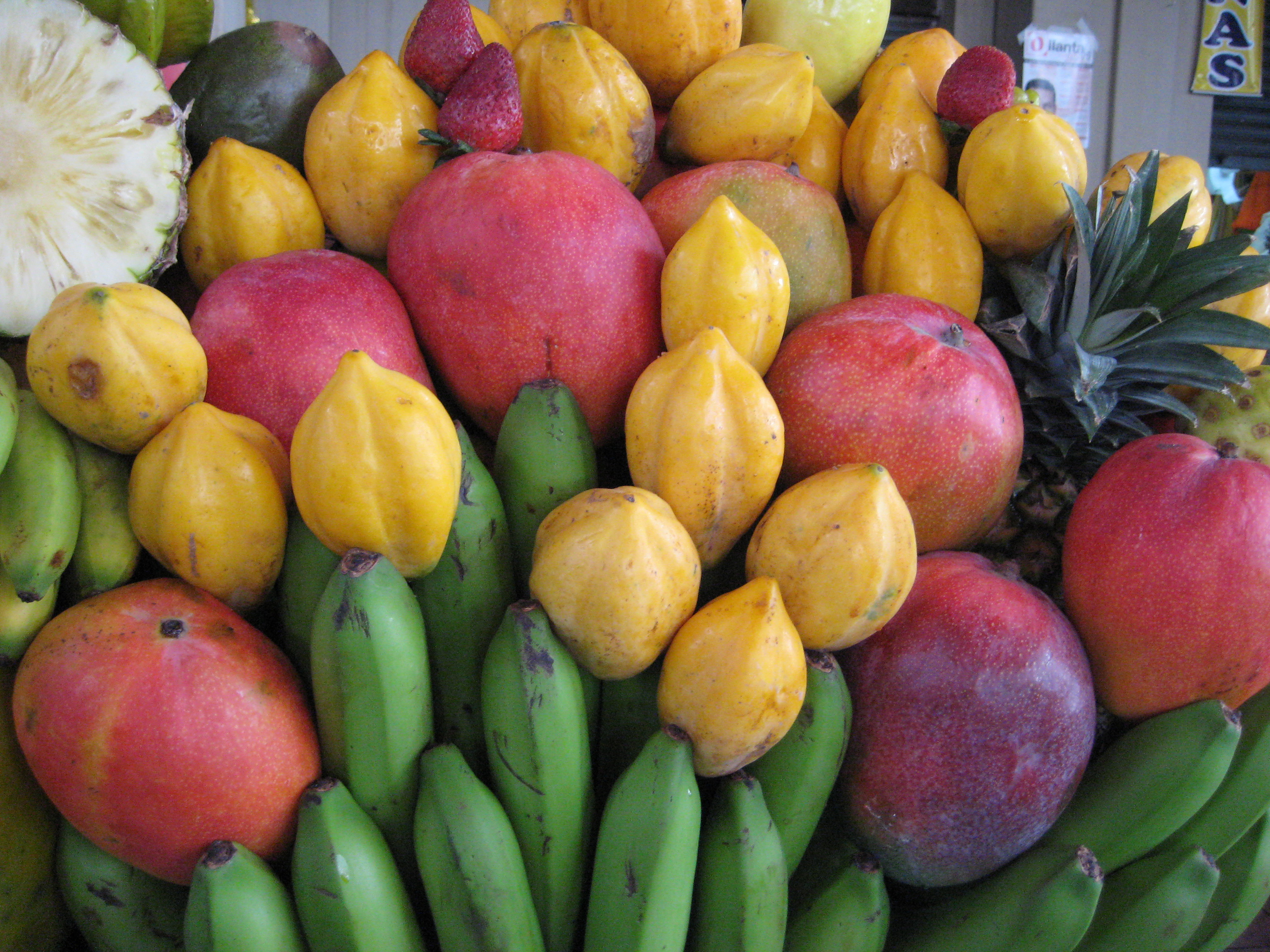
Mangues, bananes et papayuelo.
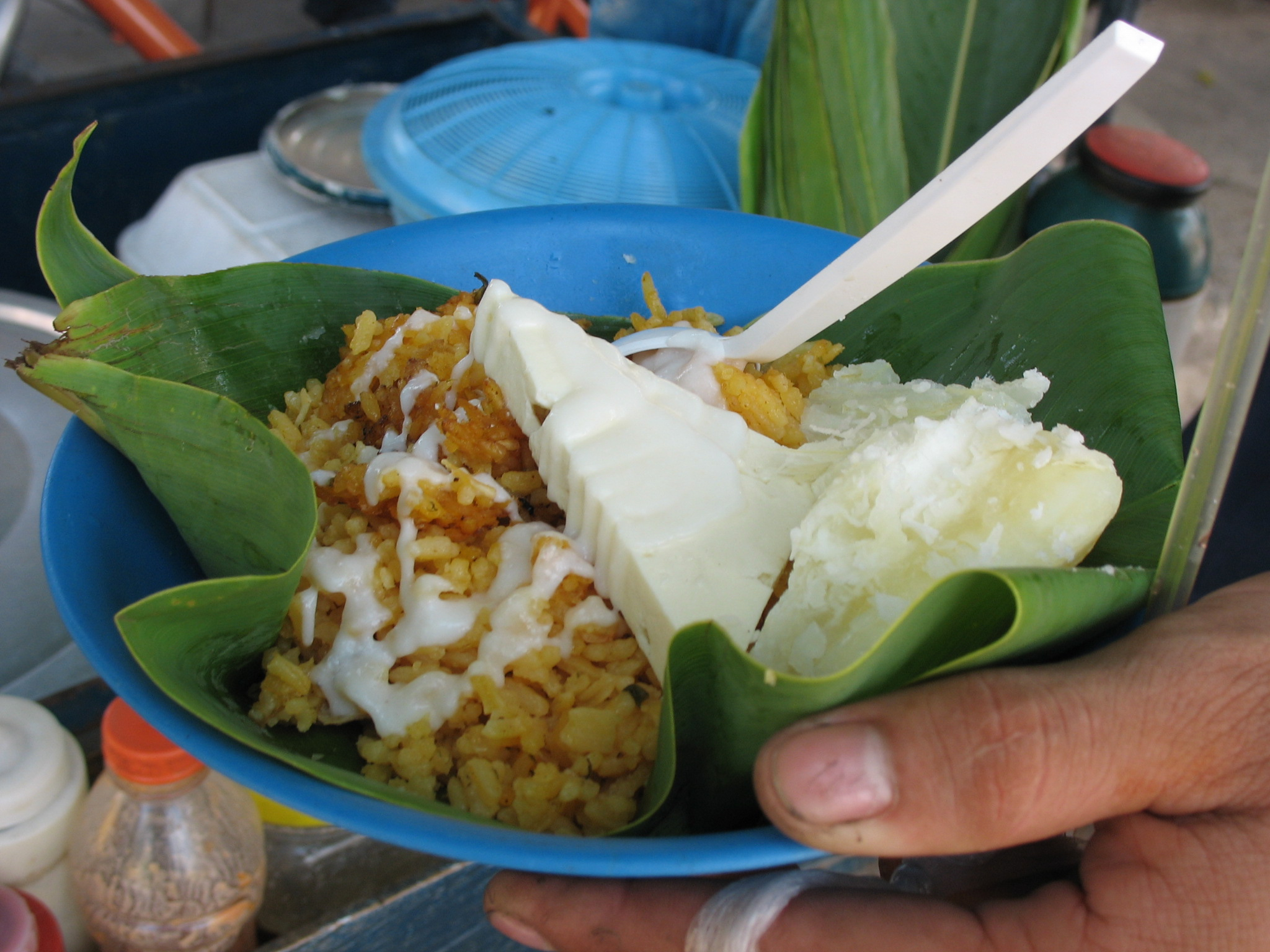
Arroz de lisa accompagné de manioc, de queso costeño (es) et d'une sauce de suero atollabuey (es).
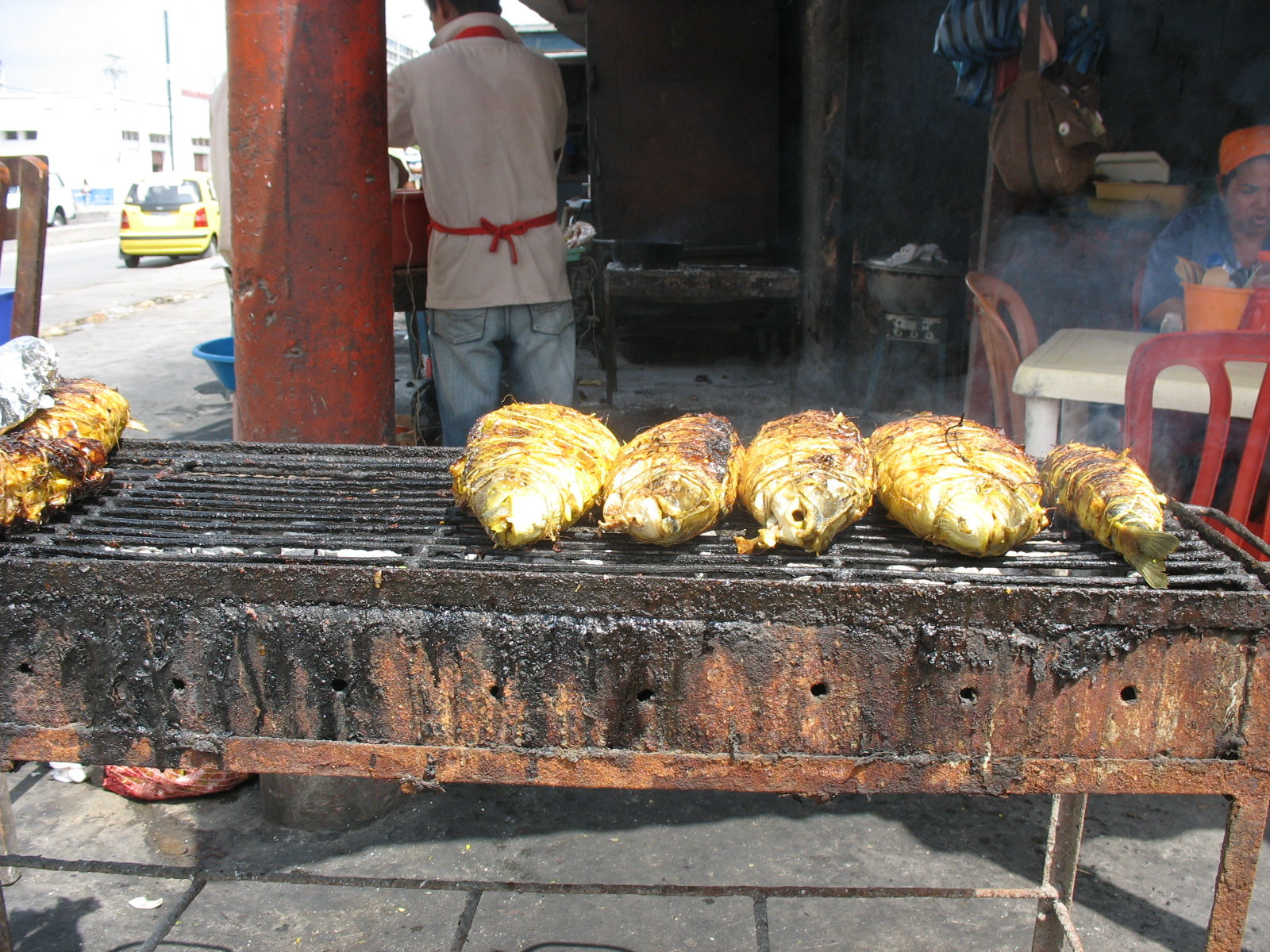
Bocachico grillé.
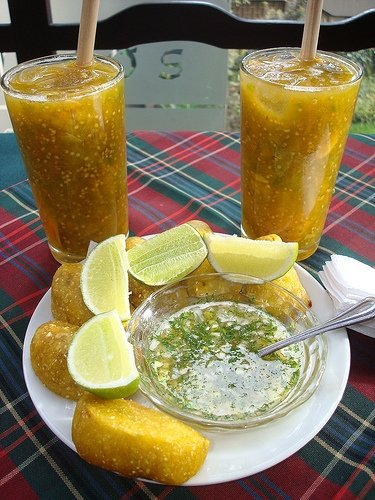
Lulada servie avec de l'empanada.